# Lophocampa brasilibia
Lophocampa brasilibia là một loài bướm đêm thuộc phân họ Arctiinae, họ Erebidae.